# Xenopus vàrei
Xenopus vàrei (tên tiếng Anh: Andre's Clawed Frog) là một loài ếch trong họ Pipidae.
Nó được tìm thấy ở Cameroon, Cộng hòa Trung Phi, Gabon, có thể Cộng hòa Congo, có thể Cộng hòa Dân chủ Congo, và có thể Guinea Xích Đạo.
Các môi trường sống tự nhiên của chúng là các khu rừng ẩm ướt đất thấp nhiệt đới hoặc cận nhiệt đới, sông, đầm nướcs, đầm nước ngọt, đầm lầy nước ngọt có nước theo mùa, vườn nông thôn, các khu rừng trước đây bị suy thoái nặng nề, và ao, hồs.